# It's LIVE Runnin'
It's LIVE Runnin' (também conhecido por LIVE Runnin' ou RUNNIN') é o primeiro disco ao vivo de Hironobu Kageyama lançado em primeiro de abril de 1982 pela Climax Records. Foi lançado em disco de vinil e fita cassete, mas não ganhou versão em CD. Possui nove músicas, embora haja uma abertura no lado A que, tecnicamente, é uma faixa separada. Apesar de já se apresentar com seu próprio nome, a capa ainda contém uma referência a seu período na Lazy, usando seu antigo nome artístico "Michell".

## Produção
Kageyama incluiu um cover, adaptado com letras em japonês, da música "Lady", de Lionel Richie.

## Legado
Em 2004, a coletânea Golden☆Best foi lançada em CD, e contém a faixa "Broken Heart" deste álbum. Esta mesma faixa está no disco The Best of Hironobu Kageyama, que também contém as faixas "Love Ballade" e "Again".

## Faixas
| N.º | Título                                                 | Letras                                       | Música                             | Arranjo         | Duração |  |
| 1.  | "Overture"                                             |                                              | Norimasa Yamanaka e Hironobu Kondo |                 | 1:00    |  |
| 2.  | "Broken Heart"                                         | Shun Saijo                                   | Kingo Hamada                       | Tohru Aoyama    | 3:15    |  |
| 3.  | "Again"                                                | Kumiko Tomoi                                 | Issei Endo                         | H. Kageyama     | 4:27    |  |
| 4.  | "I Love Tokyo"                                         | Hiro Tsunoda                                 | H. Tsunoda                         |                 | 4:31    |  |
| 5.  | "Lady" (cover de Lionel Richie)                        | L. Richie e Jun Takizawa (tradução)          | L. Richie                          |                 | 4:01    |  |
| 6.  | "Try Me"                                               | H. Tsunoda                                   | H. Tsunoda                         | Ken Sato        | 4:41    |  |
| 7.  | "Love Ballade"                                         | K. Tomoi                                     | TEMPA                              | H. Kageyama     | 4:00    |  |
| 8.  | "Into the Night"                                       | Tetsuya Chiaki                               | Nobuhiro Yamakage                  | Tsugutoshi Goto | 3:34    |  |
| 9.  | "Standing in the Shadows of Love" (cover de Four Tops) | Lamont Dozier, Eddie Holland e Brian Holland | L. Dozier, E. Holland e B. Holland |                 | 3:49    |  |
| 10. | "Sarah"                                                | Yasuhiko Shigemura                           | Yuji Yamanaka                      |                 | 4:38    |  |

## Créditos[8]
- Guitarras: Katsumi Shimazu e Kazuya Ebine

- Bateria: Osamu Fujii

- Teclado: Hironobu Kondo

- Baixo: Naoko Takahashi

- Percussão, teclado: Takao Suzuki

- Saxofone e flauta: Hiroshi Tokuhiro

- Vozes: Issei Endo, Norimasa Yamanaka e T. Suzuki